# Голубая комароловка
Голубая комароловка (лат. Polioptila caerulea) — певчая птица из семейства комароловковых, обитающая в Северной Америке.

## Описание
Голубая комароловка длиной 12 см. Окраска оперения верхней части тела голубовато-серая, нижняя часть тела окрашена в белый цвет. Клюв длинный, тонкий, глазные кольца белые, хвост длинный, чёрный с белыми внешними перьями. Самец бледнее чем самка, а летом у него чёрные «брови».

## Распространение
Птица широко распространена в Северной Америке от южной Канады до Мексики и Кубы, на востоке она населяет лиственные леса, на западе богатые можжевельником регионы. Северные популяции мигрируют на зимовку на юг США и в Центральную Америку.

## Питание
Голубая комароловка — это активная и шумная птица. Она ищет насекомых и их яйца, а также пауков между листьев, склёвывая их с листьев или веток, при этом она постоянно подёргивает хвостом.

## Размножение
С апреля по начало июня голубая комароловка строит на горизонтальной ветви из травы, лишайников и паутины маленькое гнездо в форме чаши. Самец и самка попеременно высиживают в течение двух недель от 4-х до 5-и яиц. Выводковый период продолжается 12 дней. Иногда птица гнездятся дважды за гнездовой сезон. Часто гнездовым паразитом птиц является буроголовый коровий трупиал.